# 时代精神
时代精神（德語：Zeitgeist），时作「时代思潮」，德语意为「时间」（zeit，对应英语“tide”和“time”），「精神」（geist，对应英语“ghost”和“spirit”），指在一个国家或者一个群体内在一定的时代环境中的文化、学术、科學、精神和政治方面的总趋势以及一个时代的氛围、道德、社会环境方向以及思潮。

## 起源
时代精神这一概念来自德国浪漫主义者赫尔德以及Cornelius Jagdmann等。但是时代精神之所以出名是因为它跟黑格尔的历史哲学有关系。1769年，赫尔德写了一篇对基督教语文学校的作品Genius seculi（拉丁語：genius，意为“守护精神”；，意为“时代的”）的评论，同时也把时代精神这一词引入了德语。

## 现代英语用法
进化生物学家、无神论者理查德·道金斯在他的《上帝錯覺》中引用了这个词，用作“moral Zeitgeist”（道德的时代精神）。
英国《卫报》和Instructables.com设立了一个“时代精神”专栏，专门报导流行趋势，流行新闻、话题、文章。
Google一项名為“谷歌时代精神”（Google Zeitgeist）的功能能帮助用户查找年度最流行关键词。

## 扩展阅读
- Christian Adolph Klotz （页面存档备份，存于）
- Christian Adolf Klotz （页面存档备份，存于） in: Meyers Konversations-Lexikon, 4. Aufl., 1888, Vol. 9, Page 859
- Zeitgeist, History of Ideas